# لورا استکدیل
لورا استکدیل (انگلیسی: Laura Stockdale؛ زادهٔ ۸ مارس ۱۹۸۳) بازیکن فوتبال اهل استرالیا است.